# Dindori
Dindori é uma cidade e uma nagar panchayat no distrito de Dindori, no estado indiano de Madhya Pradesh.

## Geografia
Dindori está localizada a 22° 57′ N, 81° 05′ L. Tem uma altitude média de 640 metros (2099 pés).

## Demografia
Segundo o censo de 2001, Dindori tinha uma população de 17 413 habitantes. Os indivíduos do sexo masculino constituem 52% da população e os do sexo feminino 48%. Dindori tem uma taxa de literacia de 71%, superior à média nacional de 59,5%: a literacia no sexo masculino é de 79% e, a literacia no sexo feminino é 62%. Em Dindori, 13% da população está abaixo dos 6 anos de idade.